# 竹山裕
竹山 裕（たけやま ゆたか、1933年〈昭和8年〉12月5日 - ）は、日本の政治家、自由民主党の元参議院議員（4期）。元裁判官弾劾裁判所裁判長。父は元静岡県知事・元衆議院議員の竹山祐太郎。静岡県出身。

## 経歴
- 1948年 静岡県立磐田南高等学校入学
- 1952年 後に転校した東京都立日比谷高等学校を卒業
- 1957年 慶應義塾大学法学部政治学科卒業
- 1957年 日本水産に入社
- 1982年 日本水産を退社
- 1983年 第13回参議院議員通常選挙に出馬し初当選　以来連続4期当選。在職中は日韓議員連盟などに所属。
- 1987年 竹下内閣で科学技術政務次官に就任
- 1991年 参議院大蔵委員長に就任
- 1995年 参議院地方行政委員長に就任
- 1997年 参議院内閣委員長に就任
- 1998年 参議院行政監視委員長に就任。小渕内閣で科学技術庁長官に就任
- 1999年 参議院予算委員長に就任
- 2001年 村上正邦の後任で自由民主党参議院議員会長に就任
- 2004年 党参議院議員会長を辞任。参議院政治倫理審査会会長に就任
- 2006年 政界引退を表明
- 2007年 旭日大綬章を受章

## 人物
2004年の倉田寛之参議院議長の後任として取り沙汰されたが、公設第一秘書に登録していた夫人の勤務実態に関する問題が取り沙汰され、参議院議長になることがなかった。

## 選挙歴
| 当落                        | 選挙                     | 施行日        | 選挙区       | 政党       | 得票数  | 得票率 | 得票順位 /候補者数 | 比例区 | 比例順位 /候補者数 |
| --------------------------- | ------------------------ | ------------- | ------------ | ---------- | ------- | ------ | ------------------ | ------ | ------------------ |
| 当                          | 第13回参議院議員通常選挙 | 1983年6月26日 | 静岡県選挙区 | 自由民主党 | 421,038 | 28.8   | 1/5                | -      | -                  |
| 当                          | 第15回参議院議員通常選挙 | 1989年7月23日 | 静岡県選挙区 | 自由民主党 | 443,008 | 25.7   | 2/9                | -      | -                  |
| 当                          | 第17回参議院議員通常選挙 | 1995年7月23日 | 静岡県選挙区 | 自由民主党 | 383,740 | 30.9   | 2/6                | -      | -                  |
| 当                          | 第19回参議院議員通常選挙 | 2001年7月29日 | 静岡県選挙区 | 自由民主党 | 552,894 | 31.7   | 1/6                | -      | -                  |
| 当選回数4回 （参議院議員4） |                          |               |              |            |         |        |                    |        |                    |

## 著作
※（雑誌掲載記事）
- 「この国を考える(52)未来を拓く鍵は科学技術の振興にある」『月刊自由民主』（通号621）、2004年12月。
- 「環境変化に対応した本質的な変革を目指せ-平成9年1月23日（第140回国会）-（党代表質問・参議院）『月刊自由民主』（通号528）、1997年3月。
- 「新しい投資分野の創出を急げ （第129回国会党〔自由民主党〕代表質問）『月刊自由民主』（通号 493）、1994年4月。